# Paradise Beach
『Paradise Beach』（パラダイス・ビーチ）は、キャニオン・レコード初の松原みきのベスト・アルバム。1983年6月21日にキャニオン・レコードからLPおよびポニーからカセットテープがリリースされた。なお、CD版が同年9月21日にキャニオン・レコードからリリースされている。

## キャッチコピー
- LP：「ベスト セレクション」

## 収録曲

### Side A
1. Paradise Beach（ソフィーのテーマ） (3'38")
作詞：松本隆／作曲：細野晴臣／編曲：細野晴臣
2. ハレーション (3'18")
作詞：下田逸郎／作曲：松原みき／編曲：Dr.Strut
3. 微熱が平熱 (3'20")
作詞：竜真知子／作曲：岡本一生／編曲：Dr.Strut
4. 愛はエネルギー (3'36")
作詞：三浦徳子／作曲：林哲司／編曲：林哲司
5. Bay City Romance (4'53")
作詞：大津あきら／作曲：佐藤準／編曲：佐藤準

### Side B
1. 真夜中のドア～Stay With Me (5'10")
作詞：三浦徳子／作曲：林哲司／編曲：林哲司
2. Jazzy Night (3'47")
作詞：三浦徳子／作曲：林哲司／編曲：林哲司
3. ニートな午後3時 (4'07")
作詞：三浦徳子／作曲：小田裕一郎／編曲：大村雅朗
4. あいつのブラウンシューズ (4'18)
作詞：島エリナ／作曲：杉真理／編曲：杉真理
5. そうして私が (4'14")
作詞：三浦徳子／作曲：林哲司／編曲：林哲司

※ 収録時間はLPのもの。CDの収録時間は1～3秒前後する。

## 関連シングル・アルバム
1. (A-1) Paradise Beach（ソフィーのテーマ）EP 7A0272 SEE・SAW 1983年4月21日 キャニオン・レコード（廃盤）
2. (A-2) Myself LP C28A0209 SEE・SAW 1982年3月21日 キャニオン・レコード ほか CASSETTE （廃盤）
3. (A-3) 同上
4. (A-4) POCKET PARK LP C25A0077 SEE・SAW 1980年1月21日 キャニオン・レコード ほか CASSETTE （廃盤）、CD
5. (A-5) 彩 LP C28A0256 SEE・SAW 1982年12月 キャニオン・レコード ほか CASSETTE （廃盤）
6. (B-1) POCKET PARK LP C25A0077 SEE・SAW 1980年1月21日 キャニオン・レコード ほか CASSETTE （廃盤）、CD
7. (B-2) Who are you? LP C28A0114 SEE・SAW 1980年9月21日 キャニオン・レコード ほか CASSETTE、CD（廃盤）
8. (B-3) ニートな午後3時 EP 7A0049 SEE・SAW 1981年2月5日 キャニオン・レコード
9. (B-4) あいつのブラウンシューズ EP 7A0010 SEE.SAW 1980年9月5日 キャニオン・レコード
10. (B-5) POCKET PARK LP C25A0077 SEE・SAW 1980年1月21日 キャニオン・レコード ほか CASSETTE （廃盤）、CD